# Washington Redskins 2008
La stagione 2008 dei Washington Redskins è stata la 77ª della franchigia nella National Football League e la 71ª a Washington. Sotto la guida del nuovo allenatore Jim Zorn, la squadra scese a un record di 8-8 malgrado l'avere iniziato la stagione con un bilancio di 6-2.

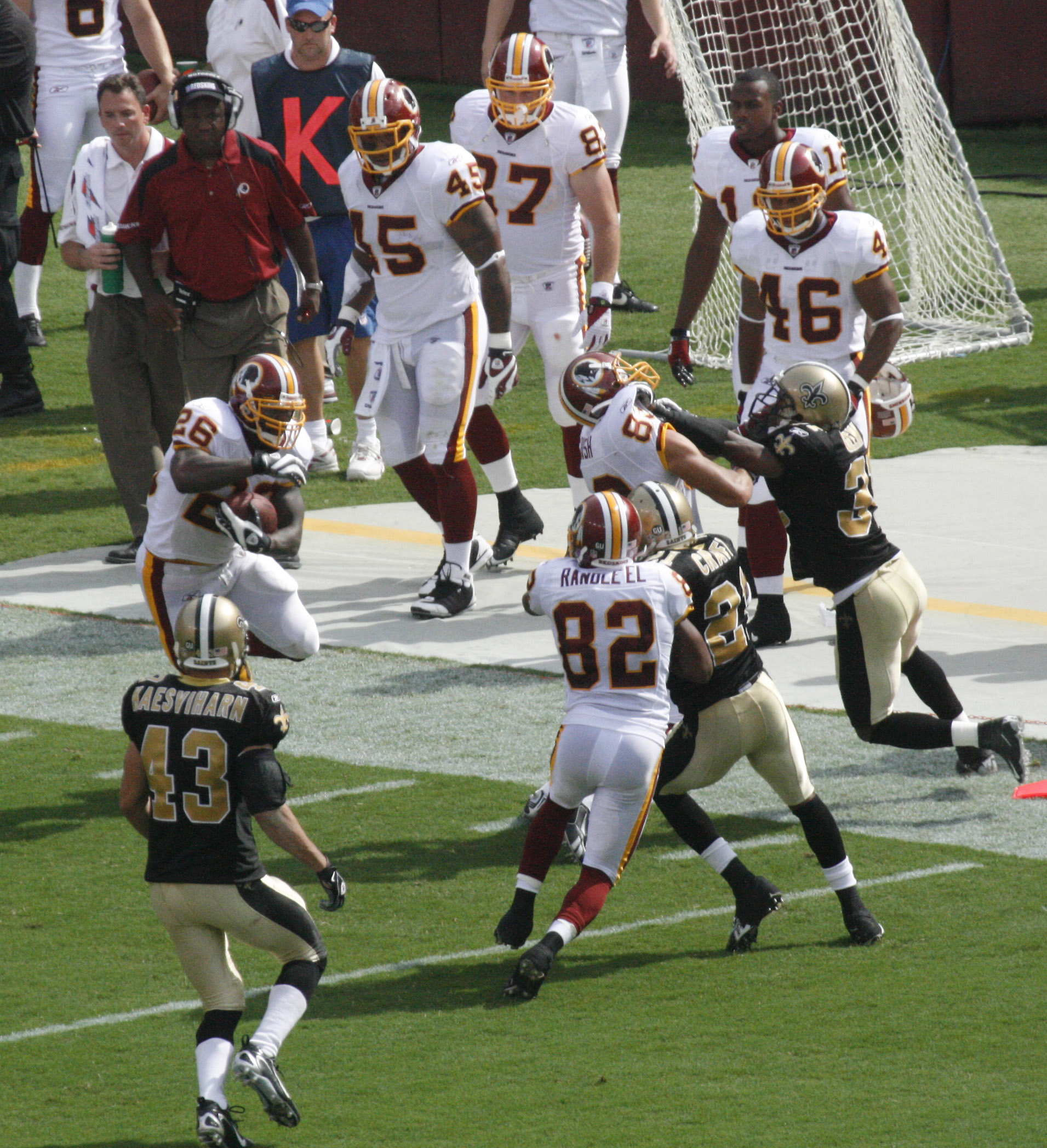
La partita contro i Saints della settimana 2

## Roster
| Roster dei Washington Redskins nel 2008 |
| --- |
| Quarterback - 17 Jason Campbell - 5 Colt Brennan - 15 Todd Collins Running Back - 37 Shaun Alexander - 31 Rock Cartwright RS - 26 Clinton Portis - 46 Ladell Betts - 32 Marcus Mason - 45 Michael Sellers FB Wide Receiver - 12 Malcolm Kelly - 89 Santana Moss - 82 Antwaan Randle El RS - 11 Devin Thomas - 83 James Thrash Tight End - 47 Chris Cooley - 87 Todd Yoder - 86 Fred Davis Offensive Linemen - 69 Jason Fabini G - 68 Justin Geisinger C - 74 Stephon Heyer OT - 76 Jon Jansen OT - 66 Pete Kendall G - 61 Casey Rabach C - 60 Chris Samuels OT - 77 Randy Thomas G Defensive Linemen - 79 Lorenzo Alexander DT - 99 Andre Carter DE - 92 Demetric Evans DE - 64 Kedric Golston DT - 96 Cornelius Griffin DT - 98 Rob Jackson DE - 78 Erasmus James DE - 94 Anthony Montgomery DT - 55 Jason Taylor DE - 95 Chris Wilson DE Linebacker - 54 H.B. Blades MLB - 50 Khary Campbell OLB - 51 Alfred Fincher OLB - 59 London Fletcher MLB - 52 Rocky McIntosh OLB - 53 Marcus Washington OLB Defensive Back - 25 Mike Green S - 48 Chris Horton SS - 30 LaRon Landry FS - 41 Kareem Moore S - 22 Carlos Rogers CB - 27 Fred Smoot CB - 24 Shawn Springs CB - 29 Leigh Torrence CB - 20 Justin Tryon CB Special Team - 67 Ethan Albright LS - 1 Ryan Plackemeier P - 6 Shaun Suisham K Lista delle riserve - 57 Johnny Baldwin LB - 90 Alex Buzbee DE - 93 Phillip Daniels DE - 23 Reed Doughty S - 58 Matt Sinclair LB - 57 Rian Wallace LB Squadra di allenamento - 80 Devin Aromashodu WR - 30 Nehemiah Broughton FB - 62 Devin Clark G - 84 Horace Gant WR - 56 Curtis Gatewood LB - 40 Matterral Richardson CB - 72 Isaiah Ross G - 34 Byron Westbrook CB |
| Legenda - I rookie sono in corsivo. - Il primo ruolo è il principale mentre gli eventuali successivi indicano i ruoli secondari. - (IR) sta per Injured Reserve ed indica la lista ristretta per un solo giocatore infortunato che può tornare ad allenarsi dopo la settimana 6 e a rientrare in prima squadra dopo che questa ha giocato 8 partite. - (NF-Inj.) / (NF-Ill.) stanno rispettivamente per Non-Football Injured e Non-Football Illness ed indicano le liste dove viene inserito un giocatore che ha un infortunio o una malattia non dipendente dal football americano. - (PUP) sta per Physically Unable to Perform ed indica la lista dove viene inserito un giocatore mentre è in attesa di recuperare la condizione fisica. Nella stagione regolare dopo la sesta partita giocata dalla propria squadra, il giocatore ha tempo tre settimane per riprendere ad allenarsi, più tre settimane aggiuntive dal suo rientro agli allenamenti per rientrare in prima squadra. |

## Calendario
| Stagione regolare |                   |                        |          |           |                         |      |        |         |
| Turno             | Data              | Avversario             | Ora (ET) | Risultato | Stadio                  | TV   | Record | Sintesi |
| 1                 | 4 settembre 2008  | at New York Giants     | 7:00 pm  | S 7–16    | Giants Stadium          | NBC  | 0–1    | Recap   |
| 2                 | 14 settembre 2008 | New Orleans Saints     | 1:00 pm  | V 29–24   | FedExField              | Fox  | 1–1    | Recap   |
| 3                 | 21 settembre 2008 | Arizona Cardinals      | 1:00 pm  | V 24–17   | FedExField              | Fox  | 2–1    | Recap   |
| 4                 | 28 settembre 2008 | at Dallas Cowboys      | 4:15 pm  | V 26–24   | Texas Stadium           | Fox  | 3–1    | Recap   |
| 5                 | 5 ottobre 2008    | at Philadelphia Eagles | 1:00 pm  | V 23–17   | Lincoln Financial Field | Fox  | 4–1    | Recap   |
| 6                 | 12 ottobre 2008   | St. Louis Rams         | 1:00 pm  | S 17–19   | FedExField              | Fox  | 4–2    | Recap   |
| 7                 | 19 ottobre 2008   | Cleveland Browns       | 4:15 pm  | V 14–11   | FedExField              | CBS  | 5–2    | Recap   |
| 8                 | 26 ottobre 2008   | at Detroit Lions       | 1:00 pm  | V 25–17   | Ford Field              | Fox  | 6–2    | Recap   |
| 9                 | 3 novembre 2008   | Pittsburgh Steelers    | 8:30 pm  | S 6–23    | FedExField              | ESPN | 6–3    | Recap   |
| 10                | Bye               | Bye                    | Bye      | Bye       | Bye                     | Bye  | Bye    | Bye     |
| 11                | 16 novembre 2008  | Dallas Cowboys         | 8:15 pm  | S 10–14   | FedExField              | NBC  | 6–4    | Recap   |
| 12                | 23 novembre 2008  | at Seattle Seahawks    | 4:15 pm  | V 20–17   | Qwest Field             | Fox  | 7–4    | Recap   |
| 13                | 30 novembre 2008  | New York Giants        | 1:00 pm  | S 7–23    | FedExField              | Fox  | 7–5    | Recap   |
| 14                | 7 dicembre 2008   | at Baltimore Ravens    | 8:15 pm  | S 10–24   | M&T Bank Stadium        | NBC  | 7–6    | Recap   |
| 15                | 14 dicembre 2008  | at Cincinnati Bengals  | 1:00 pm  | S 13–20   | Paul Brown Stadium      | Fox  | 7–7    | Recap   |
| 16                | 21 dicembre 2008  | Philadelphia Eagles    | 4:15 pm  | V 10–3    | FedExField              | Fox  | 8–7    | Recap   |
| 17                | 28 dicembre 2008  | at San Francisco 49ers | 4:15 pm  | S 24–27   | Candlestick Park        | Fox  | 8–8    | Recap   |

## Classifiche
| NFC East                |    |   |   |      |     |      |     |     |     |
|                         | V  | S | P | %    | DIV | CONF | PF  | PS  | STR |
| (1) New York Giants     | 12 | 4 | 0 | .750 | 4–2 | 9–3  | 427 | 294 | S1  |
| (6) Philadelphia Eagles | 9  | 6 | 1 | .594 | 2–4 | 7–5  | 416 | 289 | V1  |
| Dallas Cowboys          | 9  | 7 | 0 | .563 | 3–3 | 7–5  | 362 | 365 | S2  |
| Washington Redskins     | 8  | 8 | 0 | .500 | 3–3 | 7–5  | 265 | 296 | S1  |